# Vanamõisa (Jõgeva)
Vanamõisa (Duits: Alt-Padefest) is een plaats in de Estlandse gemeente Jõgeva, provincie Jõgevamaa. De plaats heeft de status van dorp (Estisch: küla) en telt 61 inwoners (2021).
Tot in oktober 2017 lag het dorp in de gemeente Torma. In die maand ging Torma op in de gemeente Jõgeva.
Vanamõisa ligt aan de rivier Tarakvere jõgi. Ten noorden van het dorp ligt de vlek Torma, de vroegere hoofdplaats van de gemeente Torma, De kerk en het kerkhof van Torma liggen op het grondgebied van Vanamõisa. De kerk is gewijd aan de maagd Maria en gebouwd in de jaren 1755-1766. In de jaren 1867-68 werd de kerk gerestaureerd. De torenspits heeft zowel een haan als een kruis.

## Geschiedenis
In 1758 werd het landgoed Padefest gesplitst in Alt-Padefest en Neu-Padefest. Neu-Padefest was de voortzetting van Padefest. In de loop van de 19e eeuw raakte de naam in onbruik en kreeg het landgoed de naam van het belangrijkste dorp, Torma. Alt-Padefest werd een ‘semi-landgoed’ (Duits: Beigut, Estisch: poolmõis), een landgoed dat deel uitmaakt van een groter landgoed, in dit geval Neu-Padefest. Het heette Alt-Padefest (‘Oud-Padefest’) omdat het bestuurscentrum van het landgoed oorspronkelijk hier lag (sinds de stichting van het landgoed in 1493). Dat bestuurscentrum werd in 1758 verplaatst naar Torma. Daar werd in de jaren 1830-1840 ook het landhuis gebouwd. In het Estisch kreeg Alt-Padefest de naam Vanamõisa (‘oud landgoed’).

## Foto's

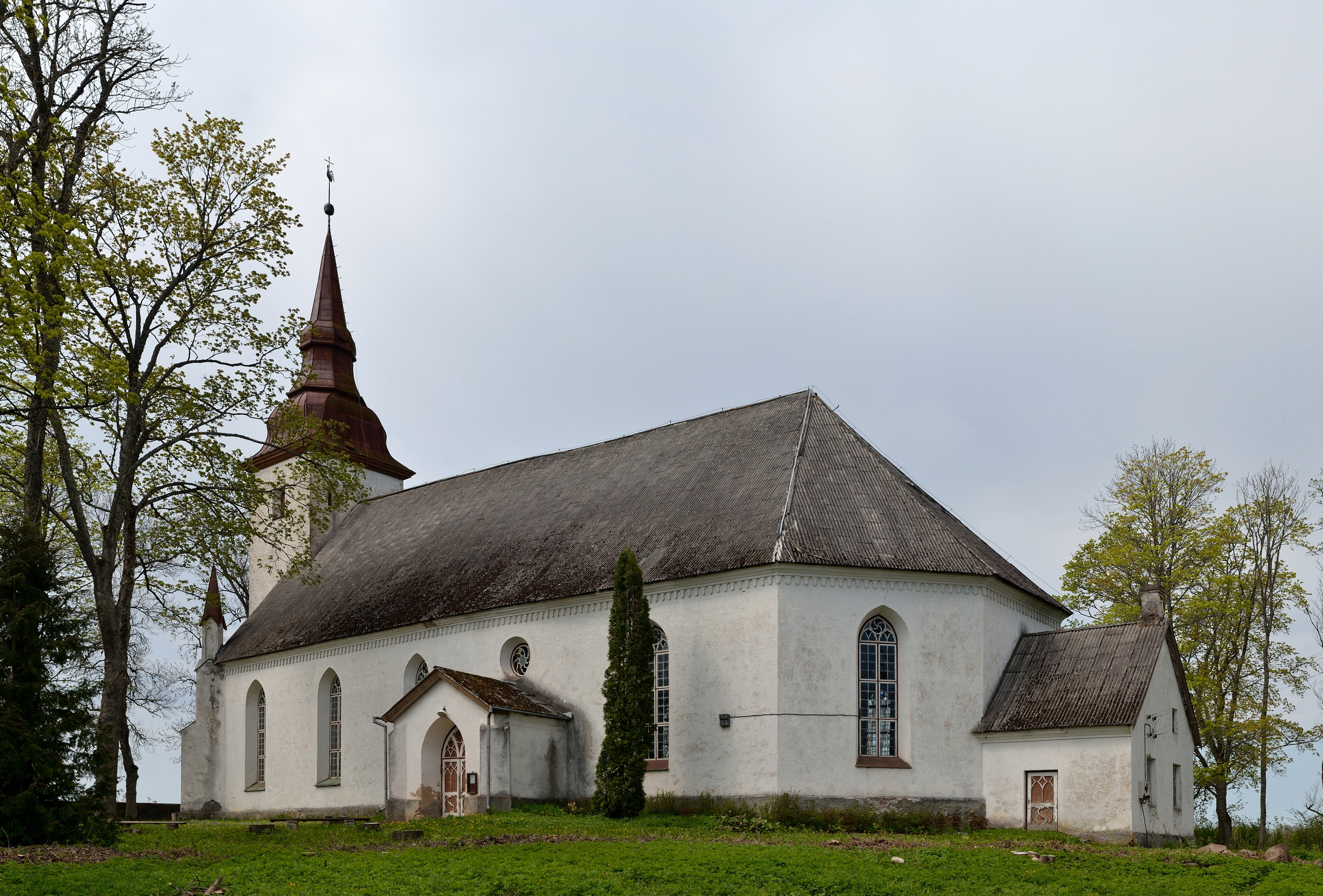
De kerk van Torma
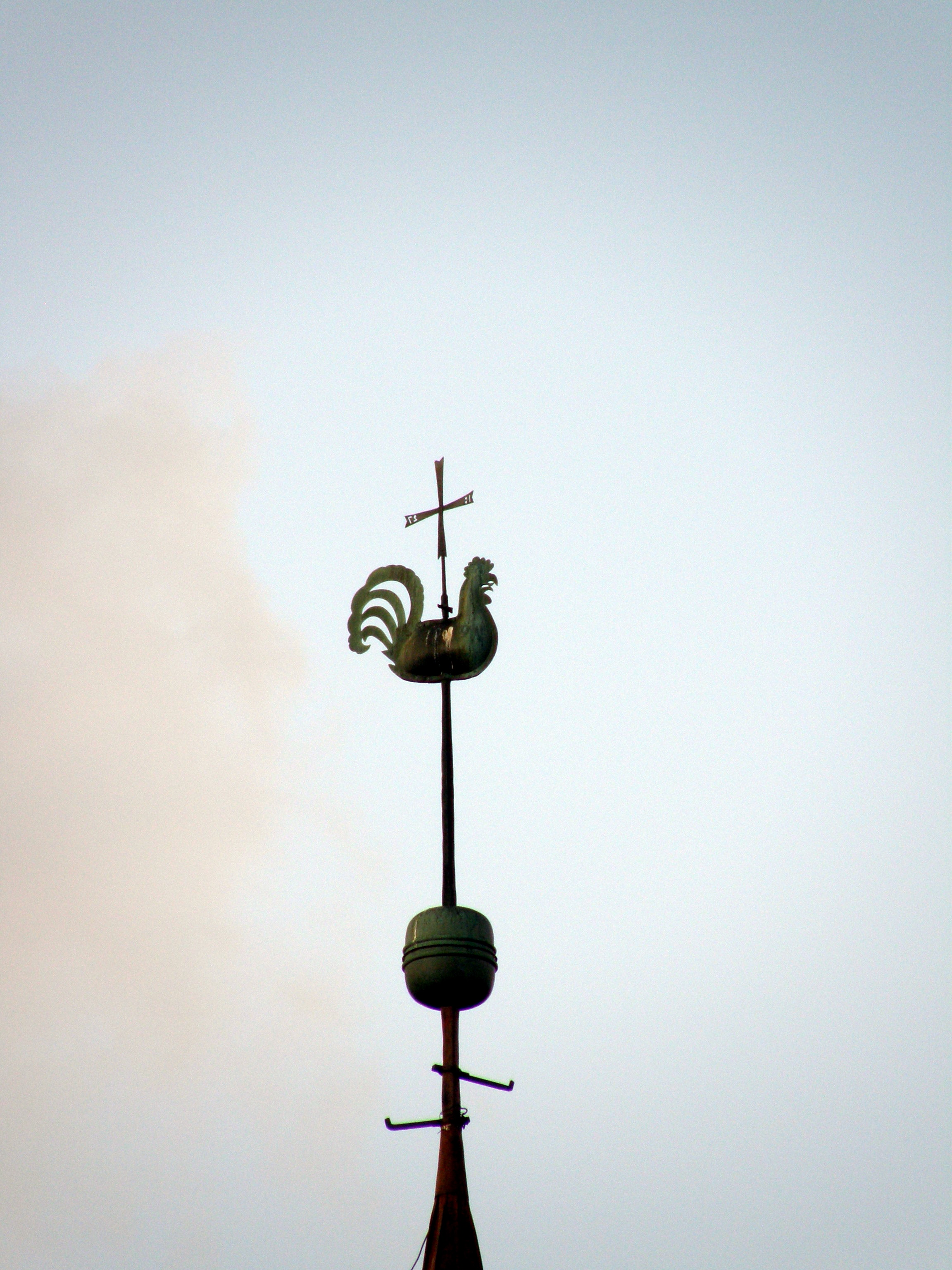
De torenspits
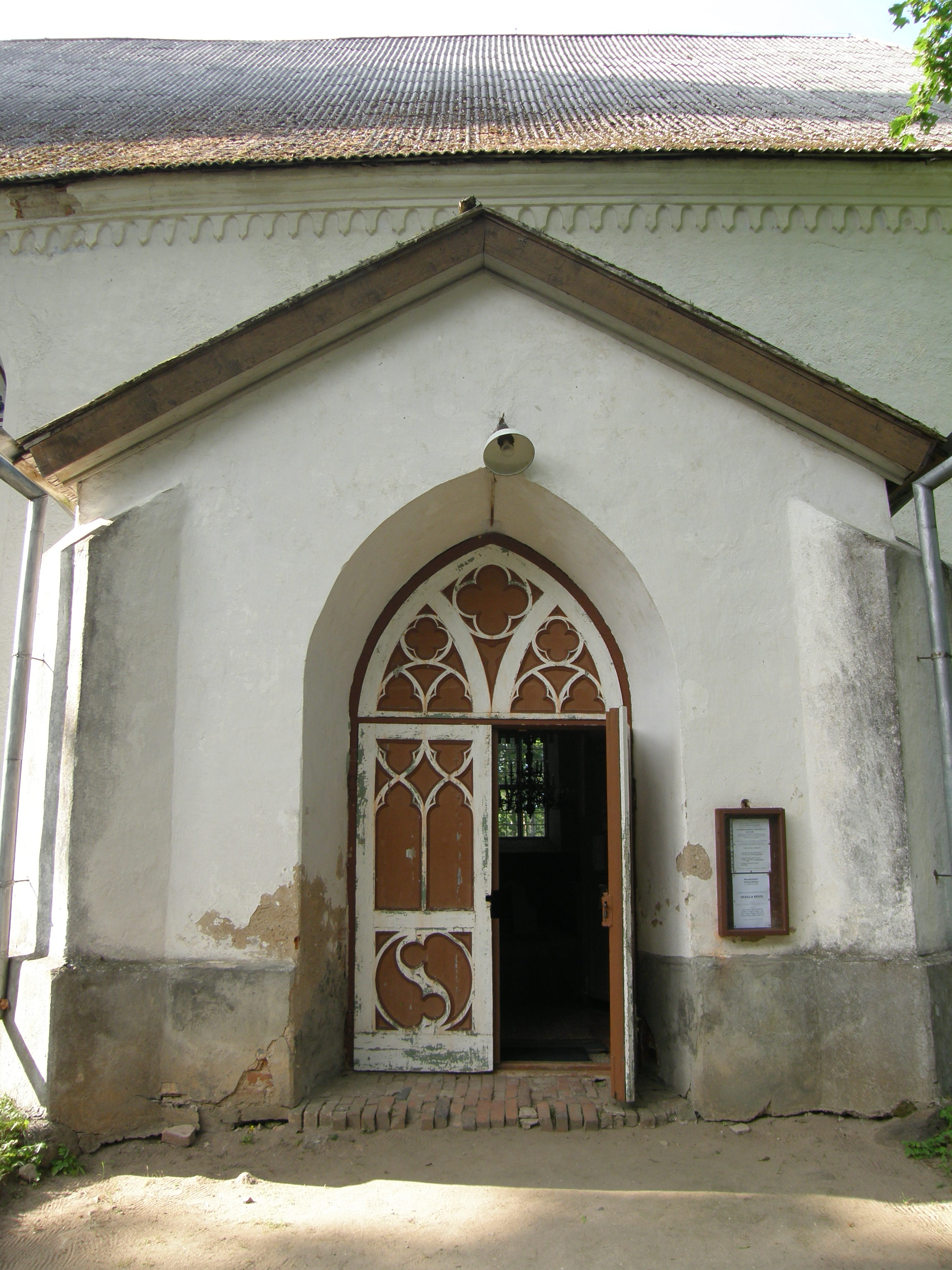
De ingang
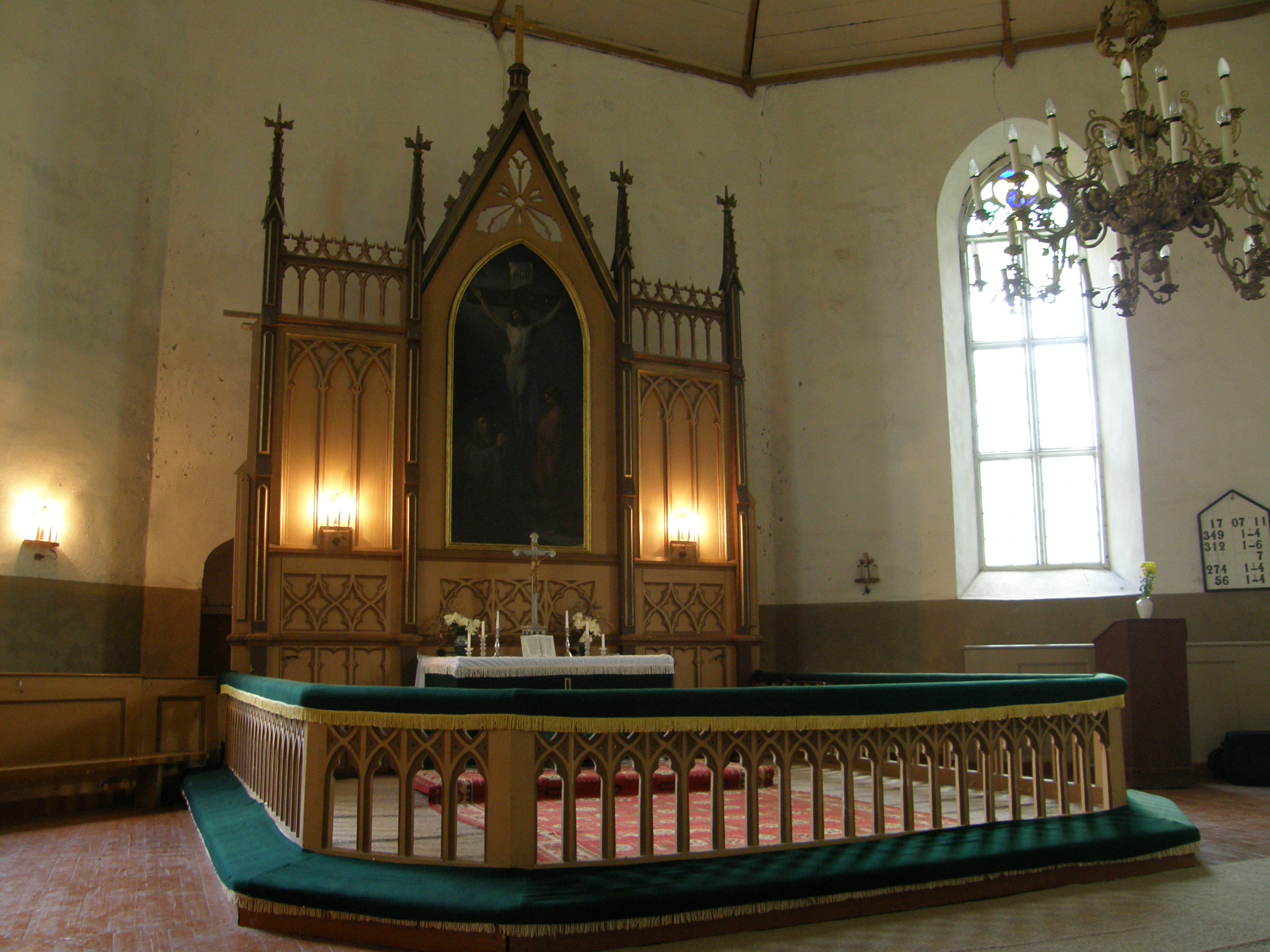
Het altaar
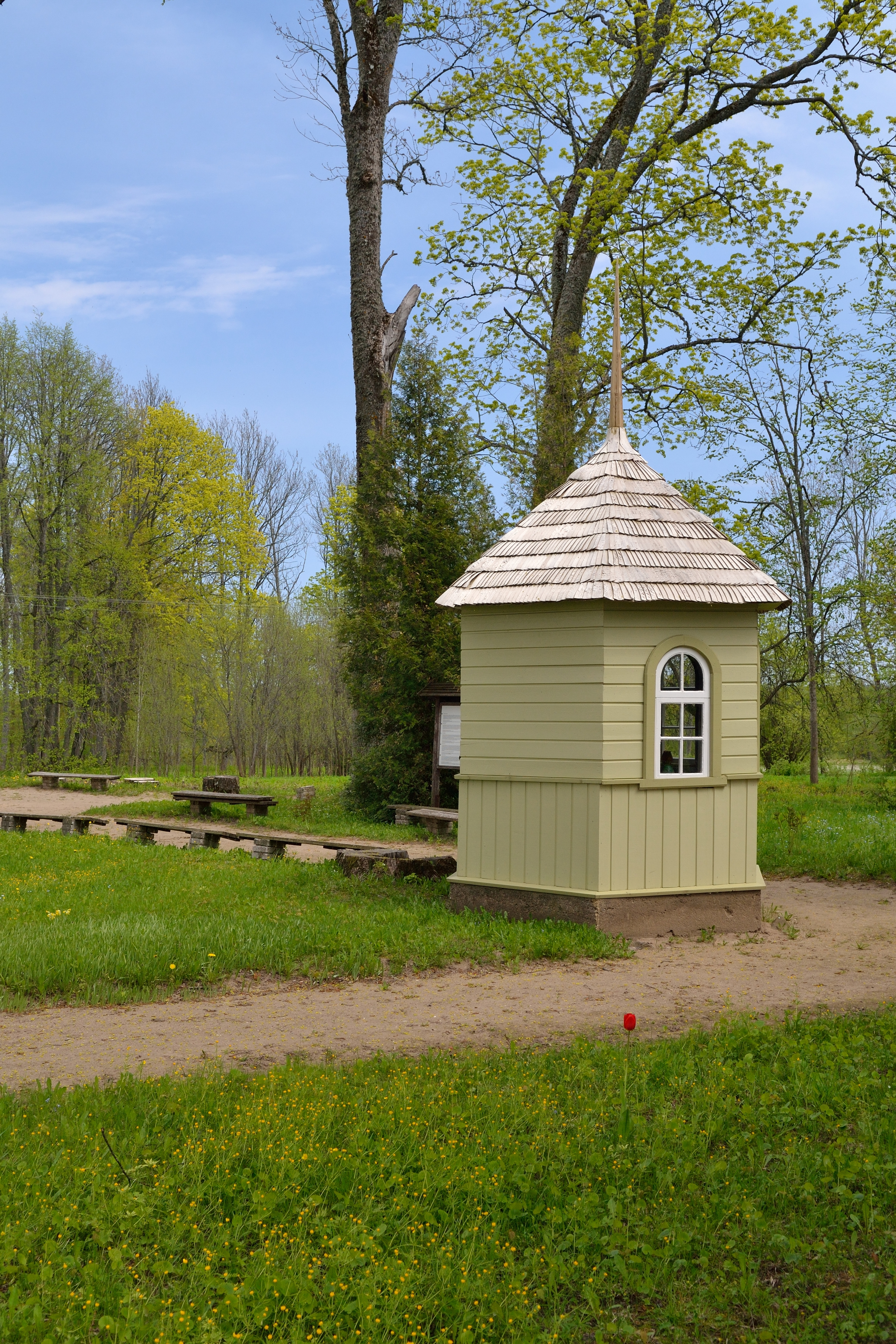
Paviljoen op het kerkhof
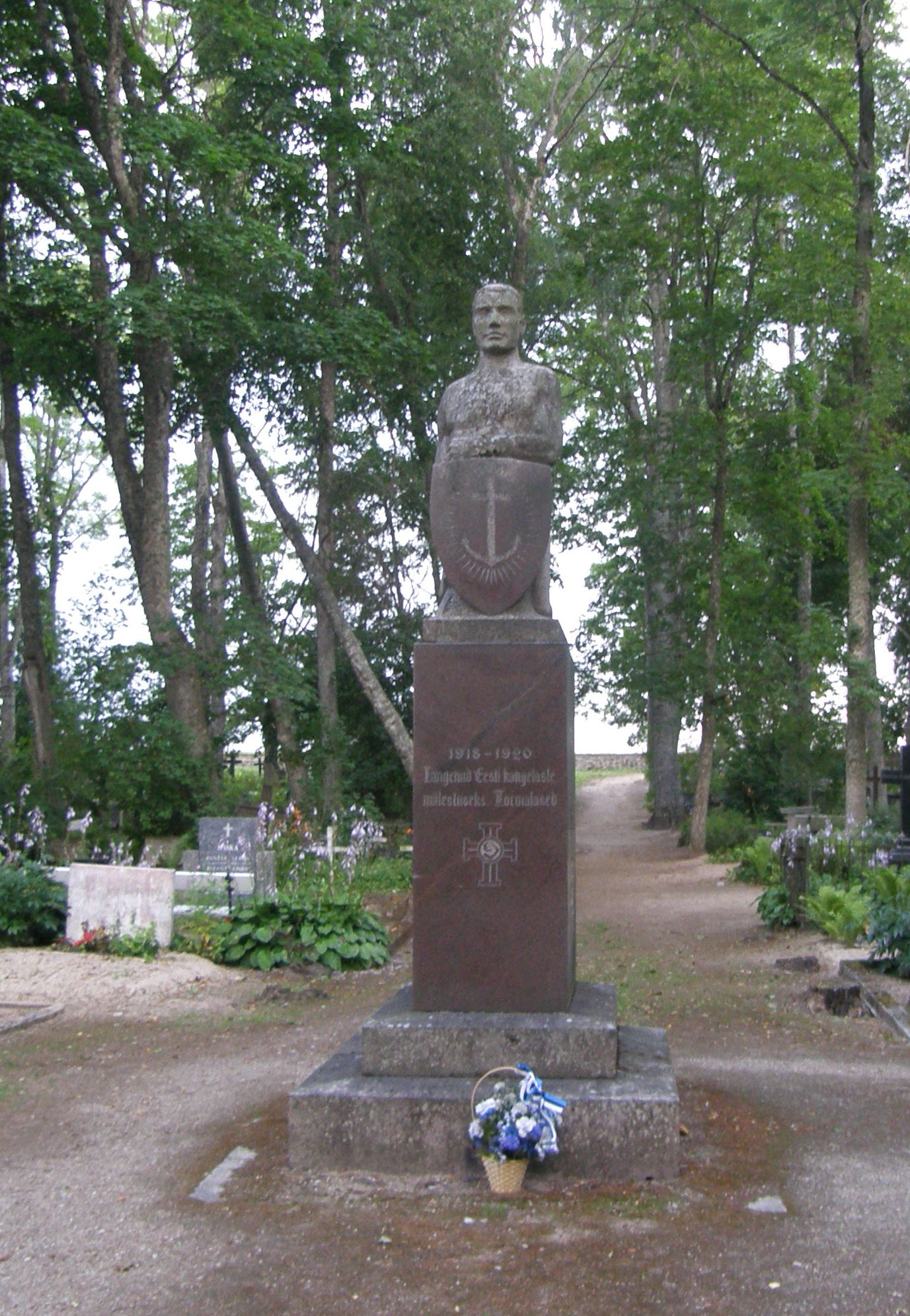
Monument voor de Estische Onafhankelijk-heidsoorlog